# Ронкадор
Ронкадо́р (Roncador) — гігантське нафтове родовище в Бразилії. Розташоване на шельфі Бразилії в НГБ «Кампус». 

## Характеристика
Доведені запаси – 356 млн т н.е. Основні пастки пов'язані з турбідітними пісками шельфового генезису, що залягають як в нижній, так і у верхній частинах сучасного материкового схилу, або з периферійними турбідітами відкритого моря, транспортованими через протоки в нижню частину материкового схилу.

## Технологія розробки
На родовищі Ронкадор добувне судно діє на глибині 1853 м.